# Каменка (Убінський район)
Каменка (рос. Каменка) — присілок у Убінському районі Новосибірської області Російської Федерації.
Входить до складу муніципального утворення Раісінська сільрада. Населення становить 158 осіб (2010).

## Історія
Згідно із законом від 2 червня 2004 року органом місцевого самоврядування є Раісінська сільрада.

## Населення
| 2002 | 2007 | 2010 |
| ---- | ---- | ---- |
| 237  | ↘206 | ↘158 |